# Sam Lerner
Samuel Bryce "Sam" Lerner, född 27 september 1992 i Los Angeles i Kalifornien, är en amerikansk skådespelare. Han är mest känd för att spela rollen som Geoff Schwartz i The Goldbergs, Charles "Chowder" Peterson i Monster House (röstroll) och Quinn Goldberg i Project Almanac.

## Biografi
Sam Lerner är son till reportern Patricia "Patti" Klein (sedermera gift Lerner) och skådespelaren Ken Lerner, samt brorson till skådespelaren Michael Lerner. Fadern Ken har spelat mot sin son i TV-serien The Goldbergs, i rollen som dennes far.

## Karriär
Sam Lerner medverkade till en början bland annat i rollen som Michael, i Barry Levinsons regisserade långfilm Envy från 2004. I denna film spelar han mot bland annat Ben Stiller och Rachel Weisz, som i sin tur spelar rollen som hans föräldrar. Senare under år 2006 spelade han rollen som den animerade figuren Chowder (röstroll), i Gil Kenans också animerade långfilm Monster House. Han blev även nominerad till att vinna en Annie Award för sin insats i denna film, men fick dock se sig besegrad av Ian McKellen och hans röstroll som Paddan, i den andra animationsfilmen Bortspolad.
Sam Lerner har medverkat i TV-serier som Malcolm – Ett geni i familjen, Kungen av Queens, 2 1/2 män och Sonnys chans. Han har utöver detta även gjort rösten till Zak Saturday i Cartoon Network-serien The Secret Saturdays, samt spelat rollen som Geoff Schwartz, i ABC-serien The Goldbergs (2014–2023). År 2017 fick han dessutom rollen som karaktären Ronnie, i den Blumhouseproducerade thrillerfilmen Truth or Dare, som hade biopremiär den 13 april 2018.

## Filmografi (i urval)

### Filmer
- 2004 – Envy
- 2006 – Monster House (röst)
- 2012 – Nobody Walks
- 2015 – Project Almanac[6]
- 2017 – Fun Mom Dinner
- 2018 – Truth or Dare[7]

### TV-serier
- 2003 – Malcolm – Ett geni i familjen (TV-serie)
- 2003 – 2 1/2 män (TV-serie)
- 2004 – Kungen av Queens (TV-serie)
- 2007 – Las Vegas (TV-serie)
- 2008–2010 – The Secret Saturdays (TV-serie) (röst)
- 2010 – Sonnys chans (TV-serie)
- 2010 – Rizzoli & Isles (TV-serie)
- 2011 – NCIS (TV-serie)
- 2011 – Harry's Law (TV-serie)
- 2011–2014 – Suburgatory (TV-serie)
- 2012 – Happily Divorced (TV-serie)
- 2014–2023 – The Goldbergs (TV-serie)
- 2017 – Workaholics (TV-serie)
- 2018–2019 – Trolls – Ett gäng med sväng! (TV-serie) (röst)
- 2019 – Schooled (TV-serie)
- 2019 – Ballers (TV-serie)
- 2021 – Trolls: TrollsTopia (TV-serie) (röst)